# Magnus von Knorring
Magnus Erik von Knorring, född 1957 i Borgå, är en finlandssvensk finansman.

## Karriär
Magnus von Knorring, som till utbildningen är ekonomie magister, är styrelseordförande för Fondbolaget Fondita Ab, som har sitt huvudkontor i Helsingfors. Han började sin karriär som marknadschef vid Åbolands och Ålands Sparbanksförening 1985–87. 1987–89 verkade han som finanschef vid Sparbankernas Centralaktiebank (SCAB). 1989–91 var Magnus von Knorring bankdirektör och medlem av direktionen för Nordbanken Finland Ab. 
1991 var von Knorring med om att grunda en filial för svenska Carnegie Investment Bank i Finland  och verkade som VD för Carnegie Fondkommission Finland Ab 1991–97. 1995–97 var han delägare och hade styrelseuppdrag inom Carnegie-koncernen. 
1997 var Magnus von Knorring med om att grunda Fondbolaget Fondita Ab, där han sedan dess är delägare.

## Övriga uppdrag
- styrelsemedlem i Samfundet Finland-Sverige 1986–
- styrelsemedlem i Fondkommissionärsförbundet 1991–92 samt 1996–98
- klubbmästare för Helsingfors Börsklubb 1995–2003
- konventsmedlem i Johanniterridderskapet i Finland 1995–2009
- medlem av förvaltningsrådet för Helsingfors Fondbörs 1995

## Privatliv
Magnus von Knorring är sedan 1981 gift med diplomingenjör Åsa von Knorring (f. Nordström) och tillsammans har de tre döttrar.